# Pannon gyík
A pannon gyík (Ablepharus kitaibelii fitzingeri) egy, a Földközi-tenger keleti medencéjében elterjedt gyíkalfaj, mely a vakondgyíkfélék vagy szkinkek családjának egyetlen Magyarországon is előforduló képviselője. Az Ablepharus kitaibelii faj és alfajainak taxonómiája nem stabil, ezért több helyen nem találkozhatunk ezzel, a nevében Kitaibel Pál magyar botanikusnak és Leopold Fitzinger zoológusnak emléket állító alfajjal. A faj tudományos leírási helye a Budai Sas-hegy Természetvédelmi Terület.

## Elterjedése
A pannon gyík, bár nevéből másra lehetne következtetni, valójában jóval nagyobb területen fordul elő, mint a Kárpát-medence. Itteni populációi egyébként foltszerűen elszigeteltek, a Pilisben, a Budai-hegységben, a Börzsönyben, a Bükk-vidéken, valamint a Duna-Tisza közén fordulnak elő. Találkozhatunk vele az Al-Duna mentén is, de leggyakoribb a Balkánon, Kis-Ázsiában, a Közel-Keleten egészen Egyiptomig. Száraz, füves domboldalakon, olykor melegebb, sziklás hegyoldalakban él, ahol az aljnövényzet vagy az avar rejtekhelyet biztosít számára.

## Megjelenése
A pannon gyík mindössze 10-12 centiméteres hosszúságot érhet el, teste hengeres, feje rövid, orra tompa. Pislogásra képtelen, mivel átlátszó szemhéjai összenőttek (innen angol elnevezése: kígyószemű). Végtagjai gyengék és kicsik.
A pannon gyík alapvetően olajbarnás színű bronzos árnyalattal, hasa ezüstszürke. A háti részen két, fehér pontsorral szegett fekete vonal fut végig, és az orrcsúcstól egy-egy világosan keretezett sötét sáv húzódik mindkét oldalon a hátsó láb tájékáig. A nemek között nincs szemmel látható különbség, a fiatal egyedek alapvetően sárgásabbak.

## Életmódja
A változó testhőmérsékletű hüllő októberben a talajba ássa magát, telelése pedig egészen március végéig eltart. Az elkövetkező időben elsősorban reggel és délután aktív, nem ritkán egészen szürkületig, míg a legforróbb órákat rejtekhelyén tölti. Rejtett életmódot él, többnyire fű és avar alatt mozog, ezért ritkán látni. Mint minden rokona, a pannon gyík is ragadozó, elsősorban ízeltlábúakkal, férgekkel és puhatestűekkel táplálkozik.

## Szaporodása
A párzásra április közepén kerül sor, ezt követően a nőstény 5-6 borsónyi, hosszúkás tojást rak. A puha tojások a földben vagy avar alatt kelnek ki augusztus-szeptemberben. A kezdettől fogva önálló kis gyíkok eleinte alig 5 centiméter hosszúak.

## Védettsége
Széles körű elterjedtsége miatt világviszonylatban nem veszélyeztetett. Elsősorban élőhelyének pusztítása fenyegeti. Számos természetes ellensége van, így a nagyobb gyíkfajok, a rézsikló, a ragadozó madarak és különösen a kövirigó. Az elszigetelt magyarországi állományok fokozottabb védelemre szorulnak, ezért mint minden hazai kétéltű és hüllő, a pannon gyík is védett. Természetvédelmi értékét 250 000 forintban szabták meg.

## Érdekességek
A pannon gyík a Sas-hegyi Látogatóközpont címerállata.